# برص تحت الحجر نوبي
برص تحت الحجر نوبي، (الاسم العلمي: Tropiocolotes nubicus) ، هو أحد أنواع فصيلة برصيات.